# لیگ برتر فوتبال ارمنستان ۲۲–۲۰۲۱
لیگ برتر فوتبال ارمنستان ۲۲–۲۰۲۱ سی و مین فصل از زمان تأسیس آن بود. در ۵ اوت ۲۰۲۱ آغاز شد و در ۱۹ مه ۲۰۲۲ به پایان رسید

## ورزشگاه‌ها و موقعیت‌ها
| باشگاه          | موقعیت                 | ورزشگاه                  | گنجایش |
| --------------- | ---------------------- | ------------------------ | ------ |
| آلاشکرت         | ایروان (ناحیه شنگاویت) | ورزشگاه آلاشکرت          | ۶٬۸۵۰  |
| آرارات-آرمنیا   | ایروان                 | آکادمی فوتبال ایروان     | نامشخص |
| بی‌کی‌ام‌ای ایروان | ایروان                 | آکادمی فوتبال واغارشاپات | ۳۰۰    |
| گاندزاسار کاپان | کاپان                  | ورزشگاه گاندزاسار        | ۳٬۵۰۰  |
| لرناین آرتساخ   | سیسیان                 | ورزشگاه شهر سیسیان       | ۵۰۰    |
| پیونیک          | ایروان                 | ورزشگاه پیونیک           | ۷۸۰    |
| شیراک           | گیومری                 | ورزشگاه شهر گیومری       | ۲٬۸۴۴  |
| اورارتو         | ایروان                 | مرکز تمرینی اورارتو      | ۵۰۰    |

## جدول لیگ
| رتبه | تیم             | بازی | برد | مساوی | باخت | گل زده | گل خورده | گل تفاضل | امتیاز | صعود                             |
| ---- | --------------- | ---- | --- | ----- | ---- | ------ | -------- | -------- | ------ | -------------------------------- |
| ۱    | لرناین آرتساخ   | ۰    | ۲۳  | ۴     | ۱    | ۶۵     | ۱۲       | —        | ۰      | صعود به لیگ برتر فوتبال ارمنستان |
| ۲    | شیراک           | ۰    | ۲۲  | ۳     | ۳    | ۸۳     | ۱۹       | —        | ۰      | صعود به لیگ برتر فوتبال ارمنستان |
| ۳    | گاندزاسار کاپان | ۰    | ۱۰  | ۷     | ۱۱   | ۳۸     | ۴۷       | —        | ۰      |                                  |
| ۴    | پیونیک          | ۰    | ۱۰  | ۴     | ۱۴   | ۵۷     | ۵۴       | —        | ۰      |                                  |
| ۵    | آرارات-آرمنیا   | ۰    | ۸   | ۷     | ۱۳   | ۳۳     | ۴۲       | —        | ۰      |                                  |
| ۶    | اورارتو         | ۰    | ۷   | ۸     | ۱۳   | ۳۹     | ۵۱       | —        | ۰      |                                  |
| ۷    | بی‌کی‌ام‌ای ایروان | ۰    | ۸   | ۵     | ۱۵   | ۳۵     | ۵۸       | —        | ۰      |                                  |
| ۸    | آلاشکرت         | ۰    | ۲   | ۶     | ۲۰   | ۲۴     | ۹۱       | —        | ۰      |                                  |

## آمارها

### گلزنان برتر
تا تاریخ ۱۹ مه ۲۰۲۱.
| رتبه | بازیکن               | باشگاه          | گل‌ها |
| ---- | -------------------- | --------------- | ---- |
| ۱    | سارگیس مئتویان       | لرناین آرتساخ   | ۱۴   |
| ۲    | آرتم گئورگیان        | شیراک           | ۱۲   |
| ۳    | آرمان آصلانیان       | شیراک           | ۱۱   |
| ۴    | خوسه بالسا           | پیونیک          | ۱۰   |
| ۵    | تیگران آیونتس        | اورارتو         | ۹    |
| ۶    | کاراپت مانوکیان      | آلاشکرت         | ۸    |
| ۷    | لوون وارطانیان       | پیونیک          | ۶    |
| ۷    | اوربلی هامبارتسومیان | گاندزاسار کاپان | ۶    |
| ۹    | روبن تیگران یسائیان  | اورارتو         | ۵    |
| ۹    | داویت قاندیلیان      | شیراک           | ۵    |